# Drepanocladus arcticus
Drepanocladus arcticus är en bladmossart som beskrevs av Lars Hedenäs 1997. Enligt Catalogue of Life ingår Drepanocladus arcticus i släktet krokmossor och familjen Amblystegiaceae, men enligt Dyntaxa är tillhörigheten istället släktet krokmossor och familjen Amblystegiaceae. Arten har ej påträffats i Sverige. Inga underarter finns listade i Catalogue of Life.